# Fusillade de Fourmies

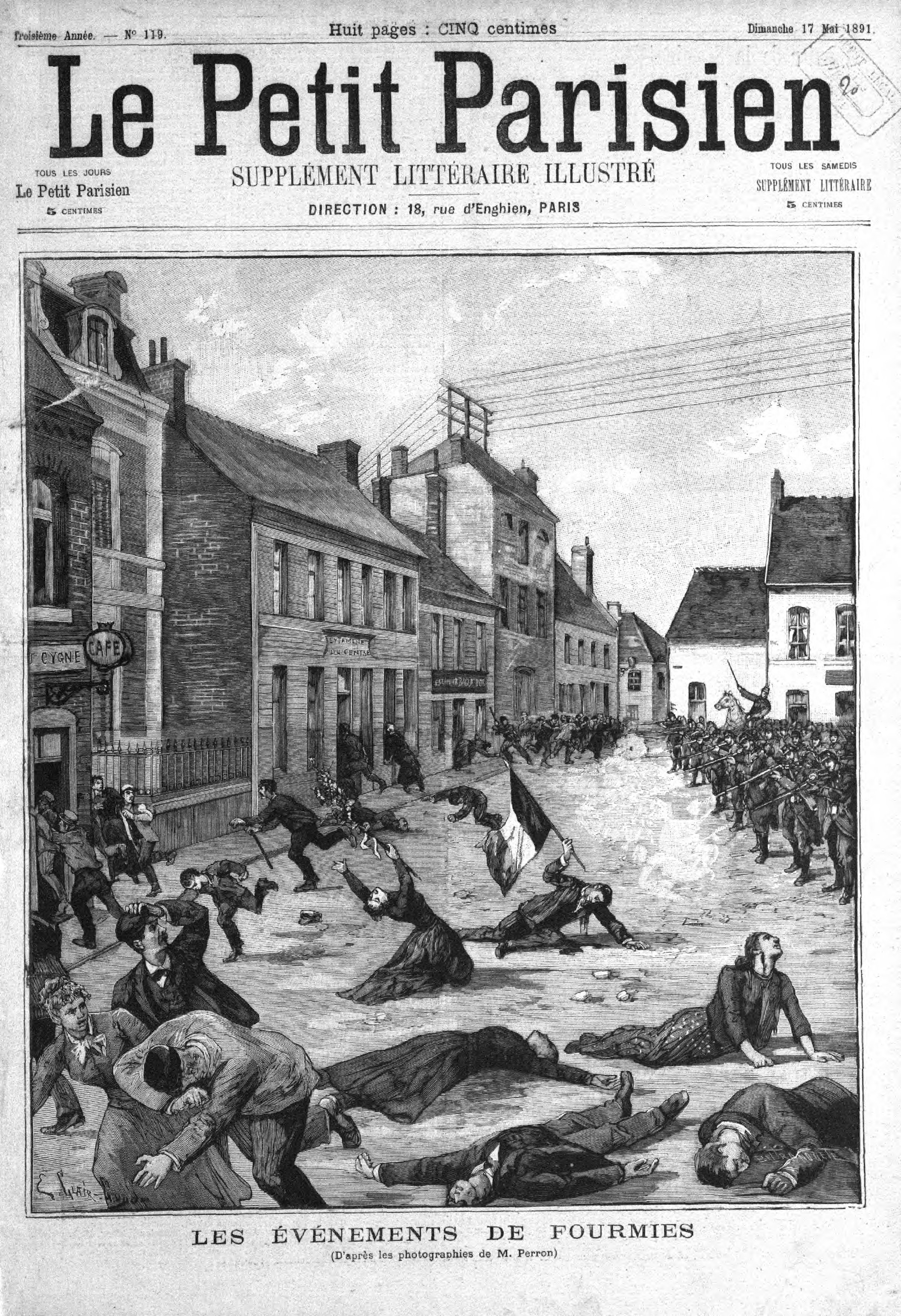
Darstellung der Ereignisse im Le Petit Parisien

Die Fusillade de Fourmies (dt. Erschießung von Fourmies, auch massacre de Fourmies) ereignete sich am 1. Mai 1891 im Frankreich der Dritten Republik. Das Militär schoss auf eine friedliche Mai-Demonstration in der nordfranzösischen Industriestadt Fourmies, tötete dabei neun Personen und verletzte 35.

## Hintergrund
Die Kleinstadt Fourmies im Département Nord war Ende des 19. Jahrhunderts ein Zentrum der Textilindustrie in Nordfrankreich. Sie zählte zum Zeitpunkt des Ereignisses etwa 15.000 Einwohner, die zumeist Arbeiter und deren Familienangehörige waren. Im Norden Frankreichs waren die guesdeistischen Sozialisten stark verankert und waren um die Organisierung der Arbeiterschaft bemüht. Der Marxist und spätere Gründer der französischen Arbeiterpartei Paul Lafargue, der eine der Führungspersönlichkeiten der Guesdistischen Sozialisten war, rief zum Generalstreik auf, um die Forderung nach einem Achtstundentag und einer Erhöhung des Lohns zu unterstreichen. Im etwa 200 Kilometer entfernten Paris hatten in den Jahren zuvor bei mehreren Gelegenheiten, besonders am Ersten Mai in Erinnerung an die Haymarket-Unruhen-Streiks und andere Aktionen stattgefunden.
Um ihren Widerstand gegen die Forderungen zu dokumentieren, ließen die Fabrikbesitzer Plakate an den Mauern anbringen, in denen sie jede Konzession zurückwiesen. Unter ihrem Druck verlangte der Bürgermeister von Fourmies vom Unterpräfekten von Avesnes-sur-Helpe die Entsendung zweier Infanteriekompanien des 145. Regiments, um eventuell zu erwartenden Maiunruhen vorzubeugen.

## Der erste Mai

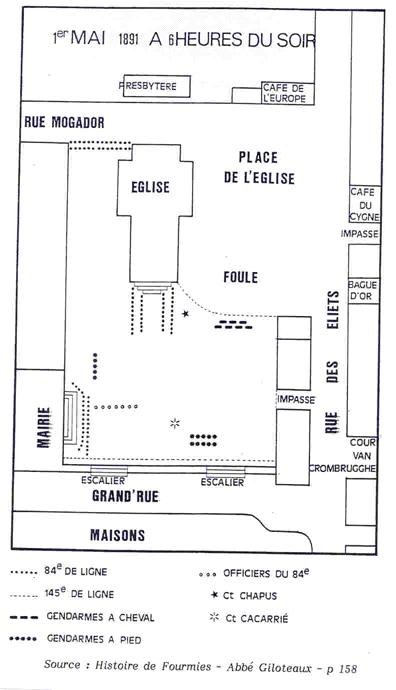
Schema der Tragödie in französischer Sprache. Abbildung aus Histoire de Fourmies von Abbe Giloteaux, S. 158
Legende: Eglise = Kirche, Foule = Menschenmenge, Maison = Häuser, Mairie = Rathaus, Escalier = Treppen, Rue = Straße

Von Anfang an sollte die Kundgebung in festlicher und friedlicher Stimmung vonstattengehen. Um 10 Uhr sollten die Arbeiter ihre Forderungen dem Bürgermeister übergeben, am Nachmittag sollte ein Fest und am Abend ein Tanz stattfinden, wie im Programm neben der Aufforderung Die größte Ruhe ist einzuhalten – kein Tumult, kein persönlicher Protest! vermerkt ist.
Um 9:00 Uhr gab es den ersten Zusammenstoß mit der berittenen Gendarmerie, vier Demonstranten wurden verhaftet. Die Unterpräfektur entsandte daraufhin Verstärkung in Form zweier Kompanien des 145. Regiments aus der Kaserne in Maubeuge. Zu dieser Zeit war schon das 84. Regiment aus Avesnes vor Ort. Die Menge skandierte die Forderung nach dem Achtstundentag mit den Worten „Es sind die 8 Stunden, die wir brauchen!“ gefolgt von „Es sind unsere Brüder, die wir brauchen!“.
Um 18:15 Uhr erreichten zwischen 150 und 200 Demonstranten den Kirchplatz, an dem sich das Bürgermeisteramt befand, und sahen sich 300 Soldaten gegenüber, die mit dem neuen Lebel-Gewehr ausgestattet waren, das neun neuartige 8 mm-Patronen enthielt. Diese Kugeln konnten bei einer Schussweite unter 100 m drei menschliche Körper durchdringen, ohne an Wirksamkeit einzubüßen. Die Menge drängte vorwärts und es flogen die ersten Steine. Um einen Befreiungsschlag zu führen, ließ Kommandant Chapus in die Luft schießen. Die Situation änderte sich nicht. So rief er Bajonette! Vorwärts!  Dicht an den Demonstranten, mussten 30 Soldaten einige Schritte zurückweichen, um dem Befehl Folge zu leisten. Dies interpretierten die Arbeiter als einen ersten Sieg, und der Flaggenträger Kléber Giloteaux ging vorwärts. Um fast 18:25 Uhr schrie Kommandant Chapus Feuer! Feuer! Schnellfeuer! Zielt auf den Fahnenträger! Fünfundvierzig Sekunden später lagen neun Tote und zahlreiche Verletzte auf dem Boden. Die französische Historikerin Odile Roynette-Gland nennt die Zahl von 9 Toten und mindestens 35 Verletzten.

## Die Getöteten

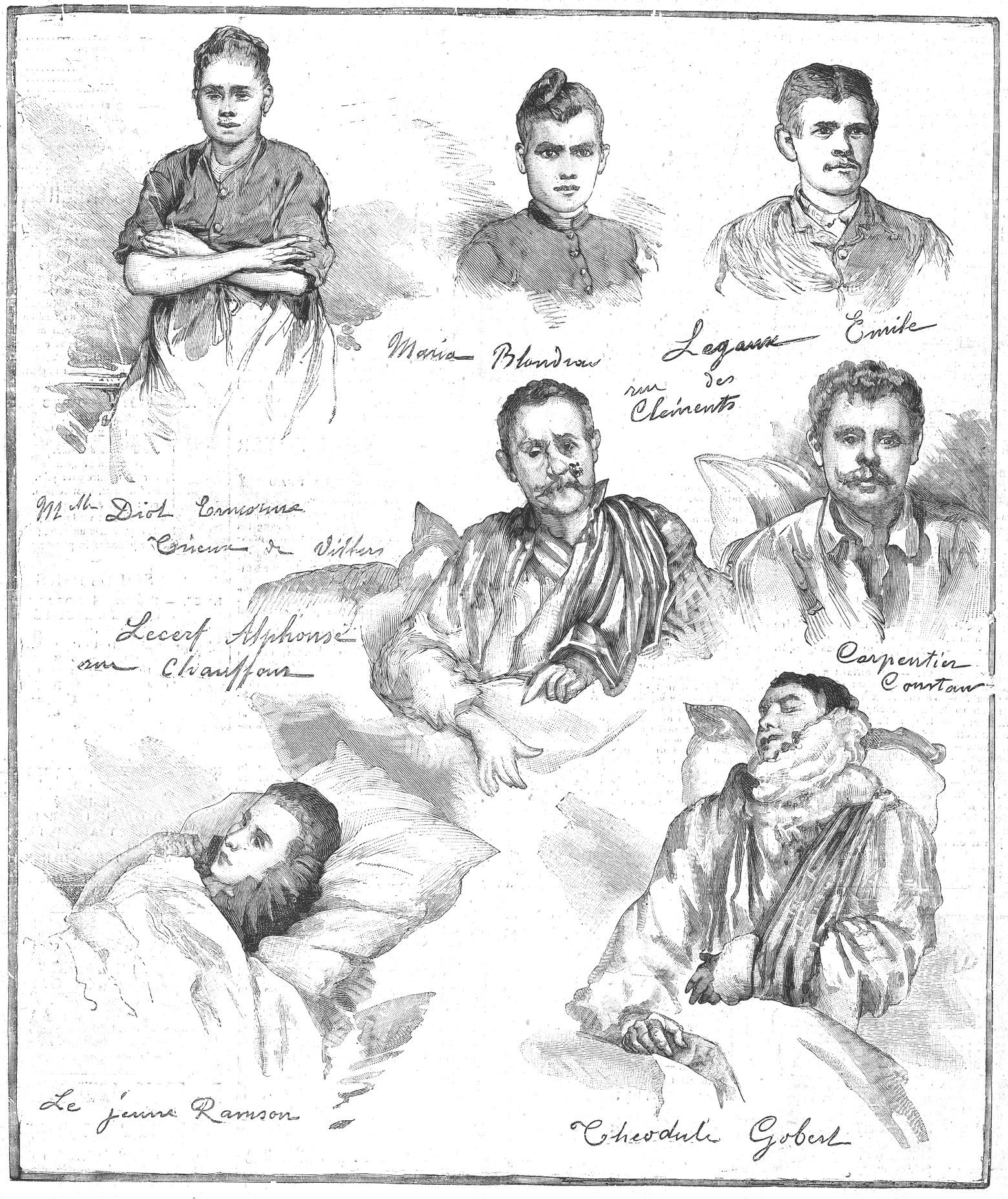
Portraits der Opfer der Fusillade de Fourmies nach L'Intransigeant illustré vom 14. Mai 1891.

- Maria Blondeau, 18 Jahre
- Louise Hublet, 20 Jahre
- Ernestine Diot, 17 Jahre
- Félicie Tonnelier, 16 Jahre
- Kléber Giloteaux, 19 Jahre
- Charles Leroy, 20 Jahre
- Émile Ségaux, 30 Jahre
- Gustave Pestiaux, 14 Jahre
- Émile Cornaille, 11 Jahre[8]

## Konsequenzen
Die Fusillade de Fourmies wurde in Frankreich breit rezipiert und eine große Anzahl von Zeitschriften nahm sie als Aufmacher auf die Titelseite. Hierbei wurde zumeist auf den tragischen Aspekt rekurriert. Einige Zeitschriften wie der Le Voleur illustré nahmen Bezug auf Abée Margerin, der sich zwischen das Gewehrfeuer und die Demonstranten geworfen hatte.

„Also, die Soldaten schießen - ohne von der Menge provoziert worden zu sein, ohne die vorgeschriebene dreimalige Warnung. Die Schlachterei hätte noch länger gedauert, wenn der katholische Priester Margerin nicht aus seinem Haus geeilt wäre und nicht gerufen hätte „Genug Opfer!“ Neun Kinder wurden auf dem Platz niedergestreckt, ein Mann von 30 Jahren, zwei 20-jährige Jugendliche, 2 Kinder von 11 und 12 Jahren und vier junge Mädchen zwischen 17 und 20.“

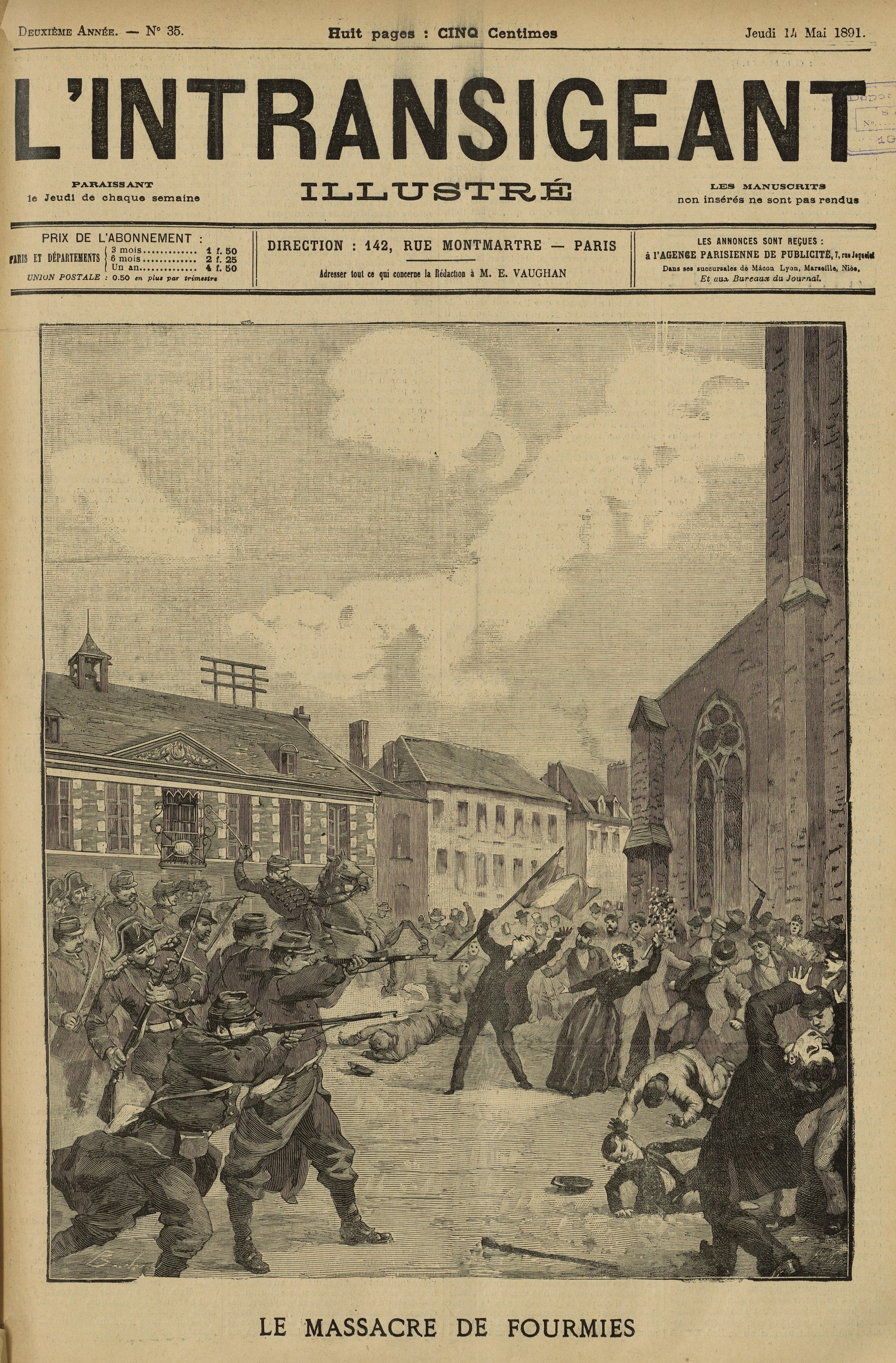
L’Intransigeant
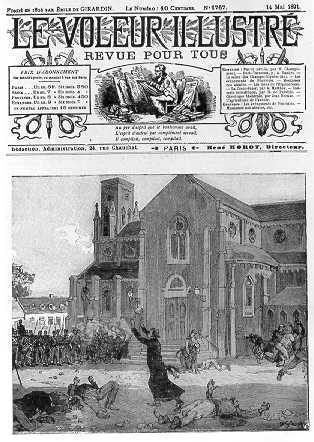
Le Voleur illustré
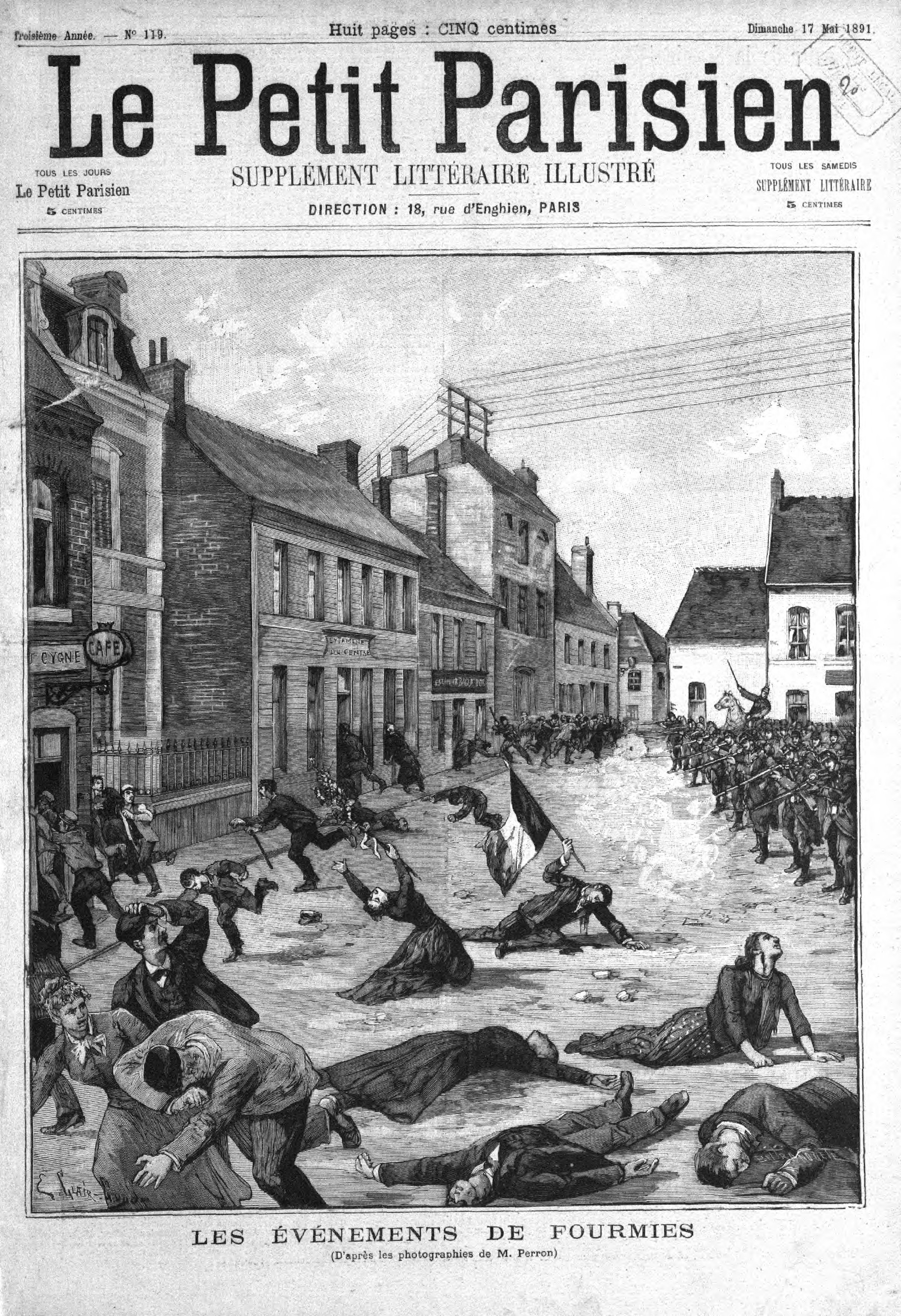
Le Petit Parisien

Politiker wie Jean Jaurès und Georges Clemenceau nahmen zum Fall Stellung und verurteilten ihn. Weitere Personen, wie der Antisemit Édouard Drumont, nutzten den Vorfall für ihre Interessen. Drumont machte den Unterpräfekten Isaac, einen Juden, dafür verantwortlich.
Obwohl die Ordnungskräfte kritisiert wurden, waren es die Organisatoren des Streiks Hippolythe Culine und Paul Lafargue, die für zu Mord führende Provokationen angeklagt und verurteilt wurden. Culine wurde zu sechs Jahren Gefängnis verurteilt und Lafargue zu einem Jahr. Lafargue wurde wegen seiner Wahl zum Abgeordneten im November 1891 vorzeitig aus der Haft entlassen. Das Ereignis trug zur Popularisierung der sozialistischen Bewegung in Frankreich bei und wurde ein Anlass für die Gründung der französischen Sektion der Internationalen Arbeiterassoziation.
Der Sozialist Ernest Roche nutzte das Ereignis als Sujet für eine Erzählung. Das Chanson Les Martyrs de Fourmies thematisiert das Ereignis.
Die Lieder Les Martyrs de Fourmies : Romance, Souvenir du 1er mai 1891 (Text: E. Voillequin, Musik: G. Poivilliers) und Les Fiancés du Nord (Text: René Esse, Musik Gaston Maquis) thematisieren das Ereignis.
Am 1. Mai 1903 wurde in Fourmies ein Denkmal für die Opfer auf dem zentralen Friedhof eingeweiht.